# Toni Kukoč
Toni Kukoč (ur. 18 września 1968 w Splicie) – chorwacki koszykarz, występujący na pozycjach niskiego lub silnego skrzydłowego, posiadający także amerykańskie obywatelstwo, trzykrotny mistrz NBA z Chicago Bulls, multimedalista międzynarodowych imprez koszykarskich, obecnie specjalny doradca w klubie Chicago Bulls.
W młodości interesował się tenisem stołowym, a później piłką nożną. Koszykówkę zaczął trenować w wieku 15 lat. Pierwsze sukcesy Kukoč odniósł występując jako zawodnik Jugoplastiki Split, z którą trzykrotnie z rzędu zwyciężył w Eurolidze w latach 1989-1991. Po transferze do ligi włoskiej występował przez 2 lata w klubie Benetton Treviso, zdobywając tytuł mistrza Włoch. Grając w drużynach reprezentacyjnych zdobył mistrzostwo świata juniorów (1987) i seniorów (1990) w barwach Jugosławii oraz dwukrotnie wicemistrzostwo olimpijskie - w 1988 w Seulu dla Jugosławii i w 1992 w Barcelonie dla Chorwacji. W czasie gry w Europie Toni Kukoč trzykrotnie został uznany za najlepszego gracza starego kontynentu.
Kukoč został wybrany w drafcie NBA przez Chicago Bulls już w 1990, ale zadebiutował w lidze amerykańskiej dopiero w 1993, kiedy klub opuścił Michael Jordan. Po pierwszych dwóch latach wybornej gry indywidualnej, ale bez sukcesów dla klubu, przyszły lata 1996-1998, kiedy – po powrocie Jordana – Chicago, drugi raz w historii klubu, trzykrotnie z rzędu zdobyło mistrzostwo ligi. Kukoč, nie występując w pierwszej piątce, ale bez wątpienia będąc podporą drużyny, w 1996 otrzymał nagrodę dla najlepszego rezerwowego ligi (NBA Sixth Man of the Year Award). Rok później zajął drugie miejsce w głosowaniu na najlepszego „szóstego” zawodnika ligi.
Po rozpadnięciu się mistrzowskiego składu w 1998, Toni został w Chicago jedynym, obok Rona Harpera, wartościowym zawodnikiem. Mimo wysokich statystyk Toniego klub znacząco spadł w rankingach. Kukoč w trakcie następnego sezonu został sprzedany do Philadelphia 76ers, a następnie do Atlanta Hawks i w końcu do Milwaukee Bucks, gdzie w 2006 zakończył karierę.

## Osiągnięcia
Na podstawie, o ile nie zaznaczono inaczej.

### Kadra
Drużynowe
- Mistrz: 
  - świata (1990)
  - Igrzysk Dobrej Woli (1990)
  - Europy:
    - 1989, 1991
    - U-18 (1986)
    - U-16 (1985)
- dwukrotny wicemistrz olimpijski (1988, 1992)
- Brązowy medalista mistrzostw:
  - świata (1994)
  - Europy (1987, 1995)
- Uczestnik:
  - igrzysk olimpijskich (1988, 1992, 1996 – 7. miejsce)
  - mistrzostw Europy (1987, 1989, 1991, 1995, 1999 – 11. miejsce)

Indywidualne
- MVP mistrzostw:
  - świata (1990)
  - Europy (1991)
  - świata U–19 (1987)
- Zaliczony do I składu najlepszych zawodników:
  - Eurobasketu (1991, 1995)
  - mistrzostw świata (1990)
- Lider:
  - igrzysk olimpijskich w asystach (1996)[4]
  - Eurobasketu w asystach (1995, 1999)

### Europa
Drużynowe
- Mistrz:
  - Puchar Europy Mistrzów Krajowych (1989-1991 - obecnej Euroligi)
  - Jugosławii (1988-1991)
  - Włoch (1992)
- Zdobywca Pucharu:
  - Chorwacji (1990, 1991)
  - Włoch (1993)

Indywidualne
- Uczestnik FIBA All-Star Game (1991)
- trzykrotny MVP Final Four Euroligi (1990, 1991, 1993)
- Laureat nagrody zawodnika roku:
  - Mr Europa (1990–1992, 1996)[5]
  - Euroscar (1990, 1991, 1994, 1996, 1998)[5]
- Wybrany do:
  - 50 najlepszych zawodników w historii FIBA (1991)
  - grona 50 największych osobowości Euroligi (2008)[6]
- Lider:
  - strzelców finałów Euroligi (1990)
  - ligi włoskiej w asystach (1992, 1993)

### NBA
- trzykrotny mistrz NBA z Chicago Bulls (1996-1998)[7]
- Najlepszy rezerwowy sezonu (1996)[8]
- Zaliczony do II składu debiutantów NBA (1994)[9]
- Uczestnik pierwszego w historii NBA meczu debiutantów - NBA Rookie Challenge (1994)

### Inne
- Zwycięzca turnieju McDonalda (1997)
- trzykrotny Sportowiec Roku Chorwacji (1989–1991)
- Sportowiec Roku Jugosławii (1990)